# Светско првенство у атлетици на отвореном 2009 — 10.000 метара за мушкарце
Такмичења у трци на 10.000 метара у мушкој конкуренцији на 12. Светском првенству у атлетици 2009. у Берлину одржана је у 17. августа на Олимпијском стадиону.
Титулу освојену у Осаки 2007. одбранио је Кенениса Бекеле из Етиопије. То је била његова четврта узастопна златна медаља. Изједначио се са Хаиле Гебрселасијем.

## Земље учеснице
Учествовала су 31 такмичар из 15 земаља.
| 1. Аустралија (2) 2. Еритреја (3) 3. Етиопија (4) 4. Индија (1) 5. Ирска (1) | 1. Јапан (1) 2. Катар (2) 3. Кенија (3) 4. Мексико (2) 5. Португалија (1) | 1. Русија (1) 2. САД (3) 3. Танзанија (3) 4. Уганда (1) 5. Шпанија (3) |

## Освајачи медаља
| Освајачи медаља |                 |                     |  |  |  |  |
|                 |                 |                     |  |  |  |  |
|                 |                 |                     |  |  |  |  |
|                 |                 |                     |  |  |  |  |
| Кенениса Бекеле | Зерсенај Тадесе | Мозес Ндијема Масаи |  |  |  |  |
| Етиопија        | Еритреја        | Кенија              |  |  |  |  |

## Рекорди
Списак рекорда у трци на 10.000 метара пре почетка светског првенства 15. августа 2009. године:
| Рекорди пре почетка Светског првенства 2009.  | Рекорди пре почетка Светског првенства 2009. | Рекорди пре почетка Светског првенства 2009. | Рекорди пре почетка Светског првенства 2009. | Рекорди пре почетка Светског првенства 2009. | Рекорди пре почетка Светског првенства 2009. |
| --------------------------------------------- | -------------------------------------------- | -------------------------------------------- | -------------------------------------------- | -------------------------------------------- | -------------------------------------------- |
| Олимпијски рекорд                             | Кенениса Бекеле                              | Етиопија                                     | 27:01,17                                     | Пекинг, Кина                                 | 17. август 2008.                             |
| Светски рекорд                                | Кенениса Бекеле                              | Етиопија                                     | 26:17,53                                     | Брисел, Белгија                              | 26. август 2005.                             |
| Рекорд светских првенстава                    | Кенениса Бекеле                              | Етиопија                                     | 26:49,57                                     | Париз, Француска                             | 24. август 2005.                             |
| Најбољи резултат сезоне                       | Џозефат Мучири Ндамбири                      | Кенија                                       | 26:57,36                                     | Шизуока, Јапан                               | 3. мај 2009.                                 |
| Афрички рекорд                                | Кенениса Бекеле                              | Етиопија                                     | 26:17,53                                     | Брисел, Белгија                              | 26. август 2005.                             |
| Азијски рекорд                                | Ахмад Хасан Абдулах                          | Катар                                        | 26:38,76                                     | Париз, Француска                             | 5. септембар 2003.                           |
| Европски рекорд                               | Мохамед Мурит                                | Белгија                                      | 26:52,30                                     | Брисел, Белгија                              | 3. септембар 1999.                           |
| Северноамерички рекорд                        | Артуро Бариос                                | Мексико                                      | 27:08,23                                     | Западни Берлин, Западна Немачка              | 18. август 1989.                             |
| Јужноамерички рекорд                          | Марилсон Гомес дос Сантос                    | Бразил                                       | 27:28,12                                     | Neerpelt, Белгија                            | 2. јун 2007.                                 |
| Океанијски рекорд                             | Колис Бермингам                              | Аустралија                                   | 27:29,73                                     | Беркли, САД                                  | 24. април 2008.                              |
| Рекорди остварени на Светском првенству 2009. |                                              |                                              |                                              |                                              |                                              |
| Рекорд светских првенстава                    | Кенениса Бекеле                              | Етиопија                                     | 26:46,31                                     | Берлин, Немачка                              | 17. август 2009.                             |

### Најбољи резултати 2009. години
Десет најбржих светских атлетичара на 10.000 метара пре почетка светског првенства (15. августа 2009) заузимало је следећи пласман.
| 1.  | Џозефат Мучири Ндамбири | Кенија     | 26:57,36 | 3. мај    |
| 2.  | Мартин Ирунгу Матати    | Кенија     | 26:59,88 | 3. мај    |
| 3.  | Гедион Нгатуни          | Кенија     | 27:01,83 | 16. мај   |
| 4.  | Али Абдош               | Етиопија   | 27:09,40 | 14. јун   |
| 5.  | Метју Кипкоеч Кисорио   | Кенија     | 27:15,44 | 14. јун   |
| 6.  | Абебе Динкеса           | Етиопија   | 27:17,49 | 14. јун   |
| 7.  | Ибрахим Џеилан          | Етиопија   | 27:22,19 | 14. јун   |
| 8.  | Мекубо Могусу           | Кенија     | 27:26,56 | 31. мај   |
| 9.  | Самјуел Челанга         | Кенија     | 27:28,48 | 24. април |
| 10. | Колис Бермингам         | Аустралија | 27:29,73 | 24. април |

Такмичари чија су имена подебљана учествовали су на СП 2009.

## Сатница
| Датум            | Резултат | Коло   |
| ---------------- | -------- | ------ |
| 27. август 2009. | 21:40    | Финале |

Времена су дата према локалном времену UTC +7

## Резултати

### Финале
Такмичење је одржано 27. августа 2009. године у 21:40 по локалном времену.,
| Пласман | Атлетичар                  | Земља       | ЛР          | ЛРС      | Резултат | Белешка |
| ------- | -------------------------- | ----------- | ----------- | -------- | -------- | ------- |
|         | Кенениса Бекеле            | Етиопија    | 26:17,53 СР |          | 26:46,31 | РСП     |
|         | Зерсенај Тадесе            | Еритреја    | 26:37,25    |          | 26:50,12 | ЛРС     |
|         | Мозес Ндијема Масаи        | Кенија      | 26:49,20    | 27:44,88 | 26:57,39 | ЛРС     |
| 4.      | Имане Мерга                | Етиопија    | 27:33,53    | 27:33,87 | 27:15,94 | ЛР      |
| 5.      | Бернард Кипроп Кипијего    | Кенија      | 26:59,61    | 27:44,80 | 27:18,47 | ЛРС     |
| 6.      | Дејтан Риценхајн           | САД         | 27:35,65    | 27:58,59 | 27:22,28 | ЛР      |
| 7.      | Мика Кипкембои Кого        | Кенија      | 26:35,63    |          | 27:26,33 | ЛРС     |
| 8.      | Гејлен Рап                 | САД         | 27:33,48    | 27:52,53 | 27:37,99 | ЛРС     |
| 9.      | Кидане Тадесе              | Еритреја    | 27:06,16    |          | 27:41,50 | ЛРС     |
| 10.     | Гебрегзиабхер Гебремаријам | Етиопија    | 26:52,33    |          | 27:44,04 | ЛРС     |
| 11.     | Ахмад Хасан Абдулах        | Катар       | 26:38,76    |          | 27:45,03 | ЛРС     |
| 12.     | Теклемариам Медхин         | Еритреја    | 27:46,50    | 28:20,92 | 27:58,89 | ЛРС     |
| 13.     | Фабијано Џозеф             | Танзанија   | 27:19,72    |          | 28:04,32 | ЛРС     |
| 14.     | Хуан Карлос Ромеро         | Мексико     | 27:47,46    | 29:11,63 | 28:09,78 | ЛРС     |
| 15.     | Карлес Кастиљехо           | Шпанија     | 27:39,79    | 27:48,80 | 28:09,89 |         |
| 16.     | Диксон Марва               | Танзанија   | 27:38,58    |          | 28:18,00 | ЛРС     |
| 17.     | Тим Нелсон                 | САД         | 27:36,99    | 27:36,99 | 28:18,04 |         |
| 18.     | Хуан Луис Бариос           | Мексико     | 27:40,10    | 27:40,10 | 28:31,40 |         |
| 19.     | Сурендра Кумар Синг        | Индија      | 28:02,89    |          | 28:35,51 | ЛРС     |
| 20.     | Анатолиј Рибаков           | Русија      | 28:06,54    | 28:19,39 | 28:42,28 |         |
| 21.     | Езекиел Јафари Нгимба      | Танзанија   | 27:39,92    | 27:39,92 | 28:45,34 |         |
| 22.     | Мартин Тороитич            | Уганда      | 27:57,11    |          | 28:49,49 | ЛРС     |
| 23.     | Руи Педро Силва            | Португалија | 28:01,63    | 28:01,63 | 28:51,40 |         |
| 24.     | Дејвид Макнил              | Аустралија  | 28:03,02    |          | 29:18,59 | ЛРС     |
| 25.     | Јуки Иваи                  | Јапан       | 27:58,03    | 27:58,03 | 29:24,12 |         |
|         | Абебе Динкеса              | Етиопија    | 26:30,74    | 27:17,49 | НЗ       |         |
|         | Колис Бермингам            | Аустралија  | 27:29,73    | 27:29,73 | НЗ       |         |
|         | Ајад Ламдасем              | Шпанија     | 27:45,58    | 27:52,04 | НЗ       |         |
|         | Мануел Анхел Пенас         | Шпанија     | 27:58,76    | 27:58,76 | НЗ       |         |
|         | Николас Кембој             | Катар       | 26:30,03    | 27:41,99 | НЗ       |         |
|         | Мартин Фаган               | Ирска       | 27:58,48    | 27:58,48 | НС       |         |

Подебљани лични рекорди су и национални рекорди земље коју такмичар представља

### Пролазна времена (финала)
| Дистанца | Атлетичар                  | Земља    | Резултат |
| -------- | -------------------------- | -------- | -------- |
| 1.000 м  | Зерсенај Тадесе            | Еритреја | 2:44,15  |
| 2.000 м  | Гебрегзиабхер Гебремаријам | Етиопија | 5:27,32  |
| 3.000 м  | Зерсенај Тадесе            | Еритреја | 8:12,93  |
| 4.000 м  | Зерсенај Тадесе            | Еритреја | 10:57,82 |
| 5.000 м  | Зерсенај Тадесе            | Еритреја | 13:42,98 |
| 6.000 м  | Зерсенај Тадесе            | Еритреја | 16:28,83 |
| 7.000 м  | Зерсенај Тадесе            | Еритреја | 19:12,74 |
| 8.000 м  | Зерсенај Тадесе            | Еритреја | 21:54,58 |
| 9.000 м  | Мартин Ирунгу Матати       | Кенија   | 24:35,57 |